# 히스 슬레이터
히스 슬레이터(Heath Slater)/히스 밀러(Heath Miller, 1983년 7월 15일 ~ )는 미국의 남자 프로레슬링 선수다. 피니쉬는 점핑 넥브레이커, 밀러스 크로싱(행맨즈 넥브레이커), 벨리-투-백 페이스버스터, 이-마이너(인버티드 디디티), 스위트네스(점핑 러시안 레그스윕 오얼 어 립핑 리버스 에스티오), 점핑 슬리퍼 홀드 슬램, 오버드라이브, 슬링샷 코크스크류 스플래쉬, 스매쉬 히트(스피닝 리프팅 디디티), 스냅메어 드라이버로 사용을 한다. 2004년 프로레슬링 입문했으며 WWE 제휴단체인 FCW를 거쳐 NXT 시즌1에 참가하였고 넥서스를 거쳐 코어의 멤버로 활동했다. 본명은 서배스천 슬레이터(Sebastian Slater)다. 처음에는 악역으로 활동을 했으나 3MB로 활동을 했으며 2014년 6월 16일 솔로 활동 및 태그팀 슬레이터 게이터를 거쳐 2016년 1월 4일 새로운 스테이블 소셜 아웃캐스트를 결성하다가 그러다가 얼마안가서 해체되었다. 2016년 7월 26일 WWE 스맥다운에서 싱글로 활동을 하고 있지만... 다만 2016년 8월 9일 WWE 스맥다운에서 라이노 대결을 하다가 끝내 지게 되었다. 그럼에도 여전히 2016년 8월 16일에서는 랜디 오턴하고 경기를 하면서 끝내 DQ로 끝나게 되었다. 2016년 8월 23일 WWE 스맥다운에서 결국은 라이노하고 붙게 되었으나... 선역으로 바뀌게 되었다. 2016년 8월 30일 WWE 스맥다운에서 라이노와 태그팀을 맺고 헤드뱅어스하고 붙게 되어서 승리를 하게 된다. 그리고 2016년 9월 11일 WWE 백래쉬 2016에서 라이노와 함께 WWE 스맥다운 태그팀 챔피언쉽을 얻게 되었다. 하지만 WWE TLC 2016에서 와이어트 패밀리와의 대결로 붙었다가 결국 지게되어 잃게 되었다. 그러나 2016년 12월 13일 WWE 스맥다운에서는 판당고를 공격을 하려고 탈락 시킬려고 했는데... 오히려 되돌려서 끝내 라이노한테 공격하면서 탈락을 하게 만들었다. 2017년 4월 2일 WWE 레슬매니아 33에서 앙드레 더 자이언트 추모 배틀로얄 매치 중에서 중간에 스트로우먼한테 탈락 당한다. 2017년 6월 12일 2vs2 태그팀 매치 곰인형 & 미즈하고 대결하는데 인형을 쓰는 사람이 앰브로스로 밝혀져 그가 더디 티즈 맞고 끝내 쓰러지는 순간 그는 그가 미즈가 디즈를 맞고 커버를 하면서 승리를 하게 된다. 2017년 7월 3일 RAW에서 WWE 인터컨티넨탈 챔피언십에 도전하게 됐는데 막판에 미즈투라지의 방해공작에 한눈 판 사이 미즈의 스컬 크러싱 피날레를 맞고 패배했다. 그리고 그레이트 볼스 오브 파이어 2017중에서 커트 호킨스를 이겨버리고 만다. 2017년 8월 28일 WWE Raw에서는 펠피스 웨즐리 패러디로 등장을 하면서 엘리아스 샘슨 세그먼트 도중에 갑자기 드리프트 어웨이를 맞고 만다. 2017년 10월 30일 WWE Raw에서도 라이노와 함께 상대 클럽 멤버(칼 앤더슨, 루크 갈로스)를 이기고 만다. 그러다가 2017년 12월 18일 WWE Raw에서 라이노랑 같이 2vs2 상대 리바이벌(스캇 도슨, 대쉬 와일더)라는 상대를 했으나 패하고 그리고 2017년 12월 25일 WWE Raw에서 케인이랑 상대를 했으나 패하게 된다. 2018년 12월 3일 WWE Raw에서는 라이노랑 대결했으나 결국은 끝내 이기고 라이노는 끝내 해고를 한다. 2018년 12월 10일 WWE Raw에서는 심판을 맡기로 한적도 있었다. 2018년 12월 24일 WWE Raw에서 이번에는 진더 마할 대결로 갑자기 싱 브라더스방해로 DQ로 끝났는데 놀랍게도 산타 복장한 라이노가 돌아와서 도와주고 끝나게 막을 내린다. 그리고 WWE 레슬매니아 35에서 이번에는 배틀로얄 참가를 했지만 실패를 거둔다. 2019년 6월 24일 WWE Raw에서 이번에는 WWE 24/7 챔피언을 얻었는데 갑자기 알 트루스가 난입하는 바람에 챔피언을 빼앗은 이런 사연이 있었다. 그러나 스맥다운에서 이적 하고 WWE 크라운 주얼 2019에서 배틀로얄 참가를 했는데 에릭 로완에게 탈락을 당한다. 그리고 2019년 11월 22일 WWE 스맥다운에서 모습을 보여줬다. 2020년 4월에서는 WWE 방출이 아니라 2020년 7월 6일 WWE Raw에서는 복귀를 하게 되었으며 그날 드류 맥킨타이어가 결국은 도와주면서 마지막에 WWE는 끝나게 되었고 2020년 7월 중순에서는 임팩트 레슬링을 활동을 하고 있는 중이다.

## Professional wrestling highlights
- Finishing moves
  - As Heath
    - Wake Up Cah (Jumping sleeper hold slam) - 2020-present

  - As Heath Miller
    - Jumping neckbreaker - Independent circuit; used as a signature move in WWE
    - Miller's Crossing (Hangman's neckbreaker)

  - As Heath Slater
    - Belly-to-back facebuster - 2012-2020
    - E-Minor (Inverted DDT) - 2011-2012
    - Sweetness (Jumping russian legsweep or a leaping reverse STO) - 2010-2011
    - Jumping sleeper hold slam - 2010-2012
    - Overdrive - 2012
    - Slingshot corkscrew splash - 2013-2020
    - Smash Hit (Spinning lifting DDT) - 2012-2020
    - Snapmare driver - 2012
- Signature moves
  - Body slam
  - Diving crossbody
  - Flabjack
  - Jumping forearm smash
  - Knee lift
  - Missile dropkick
  - Running clothesline
  - Schoolboy
  - Slingshot corkscrew plancha
  - Spinning spinebuster
  - Super powerslam
- Wrestlers managed
  - Shawn Osborne
- Nicknames
  - "Handsome"
  - "The Hottest Free Agent in Sports-Entertainment"
  - "The One Man Band"
  - "The Thriller"
- Entrance theme
  - "Shut Up" by Robert J. Walsh and Ronn L Chick (FCW; 2008)
  - "Big Buck" by Stephen Gaboury and Machan Taylor (FCW; 2008-2009)
  - "Dumb Ass Rock Live by Joseph Saba and Stewart Winter (FCW; 2009-2010)
  - "Just Close Your Eyes" by Story of the Year (WWE NXT 23 - 2010; used as the rookie of Christian)
  - "Wild and Young"	American Bang (WWE NXT; 2010)
  - "We Are One" by 12 Stones (WWE; 2010-2011; used as a member of The Nexus)
  - "End of Days" by Jim Johnston (WWE; 2011; used while a part of Corre)
  - "Black or White" by Bleeding In Stereo (WWE; 2011; used while teaming with Justin Gabriel)
  - "One Man Band" by Jim Johnston (WWE; 2011-2012)
  - "More Than One Man" by Jim Johnston (WWE; 2012-2020)
  - "Slater-Gator" by Jim Johnston (WWE; 2014-2015; used while teaming with Slater-Gator)
  - "Outcast" by CFO$ (WWE; 2016; used while a part of The Social Outcasts)
  - "Follow The Leader" by Matt Mullins and The Bringdowns (Impact Wrestling; 2020-present)

## 신체 사항
키는 188cm(6 ft 2 in)
몸무게는 105kg(231 lb)

## 수상
- FCW 서던 해비급 챔피언 (1회)
- FCW 플로리다 태크팀 챔피언 (1회) - 죠 헤닉
- FCW 플로리다 해비급 챔피언 (1회)
- GCW 콜럼버스 헤비웨이트 챔피언 (1회)
- 모스트 오브 더 이열 (2020) - 데뷰링 온 임팩트 엑트 슬램버서리 2020 셰어드 위드 더 어더 리턴즈 언드 데이뷰즈 댓 나이트
- 퓨드 오브 더 이열 (2010) - 넥서스 VS WWE
- 모스트 헤이티드 레슬러 오브 더 이열 (2010) 메스 파트 오브 넥서스
- 랭크드 넘버 66 오브 더 탑 500 싱글즈 레슬링 인 더 PWI 500 인 2011
- 랭크드 넘버 7 오브 더 10 베스트 WWE 레슬링 오브 2016
- WWE 24/7 챔피언 (1회)
- WWE 태그팀 챔피언 (구 버전) (3회) - 저스틴 가브리엘
- WWE 스맥다운 태그팀 챔피언 (초대 챔피언) (1회) - 라이노
- WWE 스맥다운 태그팀 챔피언 토너먼트 (2016) - 라이노
- 슬리미 어워즈 (1회)
  - 쇼커 오브 더 이열 (2010) - 데뷔 오브 넥서스
- XICW 태그팀 챔피언 (1회) - 라이노
- 임팩트 월드 태그팀 챔피언 (1회) - 라이노